# Pristimantis incanus
Pristimantis incanus é uma espécie de anfíbio  da família Craugastoridae.
É endémica do Equador.
Os seus habitats naturais são: regiões subtropicais ou tropicais húmidas de alta altitude e rios.
Está ameaçada por perda de habitat.